# San Giovanni Battista disteso
Il San Giovanni battista disteso (o sdraiato) è un dipinto a olio di Michelangelo Merisi da Caravaggio, realizzato nel 1610 e attualmente conservato in una collezione privata a Monaco di Baviera. Questa tela è una delle sette versioni che il pittore lombardo ha dedicato al tema di "San Giovannino", ossia Giovanni Battista ritratto da bambino o appena adolescente.

## Storia e critica
La tela è identificabile con il dipinto che si trovava a Palazzo Cellammare a Napoli, presso Costanza Colonna, marchesa di Caravaggio, insieme ad un'opera dello stesso soggetto (il San Giovanni Battista di collezione Borghese) e a una Maddalena, come si evince dalla lettera del Nunzio apostolico nel Regno di Napoli Deodato Gentile al cardinale Scipione Caffarelli-Borghese a Roma, data 29 luglio 1610 (Pacelli 1994, pp. 141–155). Le tre tele erano state commissionate proprio dal Borghese e si trovavano sulla feluca che avrebbe dovuto ricondurre il loro autore da Napoli a Roma, poco prima che morisse. Sempre dalla lettera del 29 luglio risulta che, quando Caravaggio fu imprigionato a Palo, i dipinti furono riportati a Napoli da Costanza Colonna. Scipione Borghese riuscì a riappropriarsi di uno solo dei due San Giovanni (quello attualmente esposto alla Galleria Borghese), mentre del San Giovannino disteso si impossessò quasi sicuramente Pedro Fernàndez de Castro, VII conte di Lemos e viceré di Napoli dal 1610 al 1616. Il dipinto giunse in Spagna nel 1616, quando il conte di Lemos, terminato il mandato vicereale, ripartì per Madrid. Attraverso i passaggi ereditari interni alla famiglia passò a don Pedro Antonio, decimo conte di Lemos, che venne nominato viceré del Perù nel 1667 e fu di certo il responsabile del trasferimento del San Giovannino disteso in America Latina. Dopo essere stato in una collezione privata di El Salvador e poi di Buenos Aires, il dipinto fu portato in Baviera a seguito di una gentildonna argentina, poco prima della seconda guerra mondiale (Marini 2001, p. 574).
La tela fu resa nota dal Marini come autografa dopo il restauro eseguito a Roma da Pico Cellini nel 1977-78 e datata al 1610 (Marini 1978, pp. 23–25, 41-42 tavv. 3-5, figg. 15-25; Marini 1981, pp. 82 nota 117, 45 fig. 10).
La collocazione cronologica nell'ultimissima fase della vita del pittore fu confermata, oltre che dallo Zeri (1998, pp. 28–45), in comunicazioni scritte da Stoughton (1987), Pico Cellini (1987), Pepper (1987), Spike (1988), Slatkes (1992) e Claudio Strinati (1997), ma va segnalato anche che Bologna(1992, p. 342) riteneva l'opera la copia di un originale perduto per la chiesa napoletana di Sant'Anna dei Lombardi. L'ipotesi dello studioso (poi ricredutosi in Caroli 1992, dove egli identifica esplicitamente il dipinto di Monaco nel San Giovanni che il Merisi portava con sé sulla feluca) è comunque priva di fondamento, non conoscendo il prototipo originale della Cappella Fenaroli, distrutto nell'antico incendio della chiesa, nel quale andarono distrutti anche gli altri due dipinti del Caravaggio: La resurrezione di Cristo e il San Francesco in atto di ricevere le stigmate.
Questo dipinto non può essere confuso con nessun altro dei San Giovanni del Merisi, i quali hanno un'origine e una committenza documentata; pertanto il suo collegamento con quello ricordato nelle lettere di Deodato Gentile a Scipione Borghese è certamente da accogliere.
Nella posa languida del San Giovannino sono ravvisabili ricordi veneti: il rimando è in particolare alle Veneri e alle Danae di Giorgione e Tiziano, ma anche alle antiche rappresentazioni delle divinità fluviali e a dipinti del medesimo soggetto in area napoletana. Chi scrive (Pacelli 1994, pp. 150–151) ne ha messo in rilievo le affinità con il San Giovanni Borghese, l'Adorazione di Messina, il Martirio di sant'Orsola di collezione Intesa Sanpaolo a Napoli. Ne ha inoltre indicato una significativa derivazione in un David disteso (oggi conservato in una collezione privata napoletana) di artista non identificato, ma sicuramente attivo a Napoli nella prima metà del Seicento, e in un San Giovannino di Paolo Finoglio di collezione privata.
Al San Giovanni Battista disteso è stata dedicata una mostra presso il Museum Het Rembranthuis di Amsterdam tra il 2010 e il 2011: da segnalare, a tal proposito, nella pubblicazione relativa all'esposizione, gli interventi di Strinati (2010-2011), Treffers (2010-2011), Pacelli (2010-2011), che ripercorre nuovamente le vicende storiche e critiche del dipinto sulla base da quanto scoperto nel 1994(pp. 45–51), Marini (2010-11), Giantomassi e Zari (2010-11), che ne evidenziano, gli aspetti relativi alla tecnica pittorica e agli interventi di restauro.